# Penjing

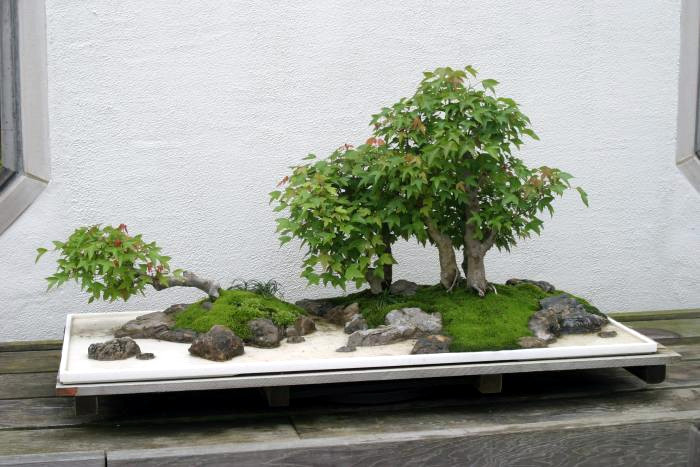
Penjing

Penjing (chiń. 盆景, pinyin pénjǐng; dosł. „krajobraz w doniczce”), także penzai (chin. 盆栽, pinyin pénzāi) – tradycyjna chińska sztuka hodowli miniaturowych drzewek w doniczkach.
Nazwa „krajobraz w doniczce” pochodzi od sztuki tworzenia miniaturowych krajobrazów. Drzewka łączy się w grupy mające stanowić miniaturowy ogród i ozdabia je trawą, mchem, kamieniami, odłamkami skalnymi, a także miniaturowymi replikami mostków, pawilonów, altanek etc. Doniczki z penjing umieszcza się często na ażurowych podstawkach z drzewa sandałowego, różanego bądź czarnego bambusa. Odpowiednio pielęgnowane drzewko może żyć nawet kilkaset lat.
Początki sztuki tworzenia penjing datuje się na okres dynastii Tang. W 1971 roku w prowincji Shaanxi odkryto grobowiec księcia Zhang Huaia, drugiego syna cesarzowej Wu Zetian, ozdobiony malowidłami przedstawiającymi służbę pielęgnującą miniaturowe drzewka. Drzewka zachwycały chińskich poetów, którzy tworzyli wiersze sławiące ich piękno. W czasach dynastii Ming i Qing hodowla drzewek i tworzenie miniaturowych krajobrazów było popularną rozrywką bogatszych klas społecznych. Obecnie w Chinach sztuka ta nadal jest popularna, istnieją stowarzyszenia miłośników penjing, organizowane są konkursy i wystawy. W Szanghaju znajduje się ośrodek wystawowy penjing, w którym zgromadzono ponad 10 tysięcy eksponatów. W mieście tym znajduje się również wyhodowane w połowie XVIII wieku drzewko cytrynowe, które nadal owocuje co roku.
Sztuka tworzenia penjing i penzai przeniknęła do Japonii, gdzie dała początek sztuce bonsai.